# Litharge
La litharge est l'une des formes minérales naturelles de l'oxyde de plomb(II), PbO. La litharge est un minéral secondaire qui se forme par l'oxydation du minerai de galène. Il se forme à la surface du minerai, ainsi que dans certaines failles. 
Il cristallise dans le système tétragonal : c'est le polymorphe α de l'oxyde de plomb(II).
La litharge était parfois dénommée oxyde de plomb rouge pour le distinguer de la forme allotropique β de PbO : le massicot ou oxyde de plomb jaune. Le docteur Nysten dans son dictionnaire de médecine de chirurgie et de pharmacie la nomme protoxyde de plomb demi-vitreux.

## Histoire et terminologie
La litharge est décrite pour la première fois en tant que minéral en 1917, dans le comté de San Bernardino en Californie. 
Historiquement, le terme « litharge »  est utilisé pour former des mots composés pour désigner des minéraux similaires. Par exemple, le litharge d'or est un mélange de litharge et de minium, qui possède une couleur rouge ; le litharge d'argent est un composé secondaire obtenu par la séparation de l'argent et du plomb ; le litharge du bismuth est un produit similaire obtenu par l'oxydation du bismuth. Le terme est aussi utilisé comme synonyme de céruse (blanc de plomb) ou de minium (rouge de plomb).
Les vins ou cidres « lithargiés » désignaient autrefois des alcools de raisin ou de pomme traités avec des sels de plomb pour les adoucir et les sucrer. Ces alcools, parfois également frelatés, étaient à l'origine de très nombreux cas de colique de plomb, dont la fameuse colique du Devon, crise très douloureuse et même mortelle.